# Ardin
Ardin é uma comuna francesa na região administrativa da Nova Aquitânia, no departamento de Deux-Sèvres. Estende-se por uma área de 29,59 km². Em 2010 a comuna tinha 1 269 habitantes (densidade: 42,9 hab./km²).